# Paz imperfecta
Paz imperfecta es la concepción desarrollada por Francisco A. Muñoz que pretende reconocer la paz como una realidad dinámica, procesual e inacabada.
Es una categoría de análisis que reconoce todas las experiencias y espacios en los que los conflictos se transforman pacíficamente, es decir, en los que las personas y/o grupos humanos optan por facilitar la satisfacción de las necesidades de los otros o desarrollar sus capacidades. Por tanto, formarán la paz imperfecta todas aquellas situaciones en las que se consigue el máximo de paz posible de acuerdo con las condiciones sociales y personales de partida. Se llama imperfecta porque a pesar de gestionar pacíficamente las controversias, convive con los conflictos y algunas formas de violencia.
Es, además, un presupuesto  epistemológico, ontológico y práxico en el que se reconoce al ser humano como conflictivo, a veces violento, pero también cooperativo, altruista y solidario. La paz imperfecta sirve para reconocer las acciones de paz, ya sea positiva o negativa, e implementarlas en lo personal, lo público y lo político, promoviendo procesos de empoderamiento pacifista. 
La propuesta para la paz imperfecta, por tanto, no aboga por la desaparición de los conflictos, sino que impulsa a saber convivir con ellos, como fuentes de creatividad y de vida. 

## Historia
Esta propuesta nace coincidiendo con la reunión constitutiva de la Asociación Española de Investigación para la Paz que se celebró en 1987 en Granada. Desde entonces en el Instituto de la Paz y los Conflictos de la Universidad de Granada trabaja sobre este concepto, que se materializa como propuesta en diversos seminarios y encuentros como en la International Peace Research Association (IPRA), en Malta en el año 1995. Ha sido igualmente debatida por estudiantes e investigadores en diversos foros por la paz en todo el mundo: México, España, Colombia, Venezuela, Austria, Marruecos, etc. Recientemente se ha constituido una Red Iberoamericana de Investigación de la Paz Imperfecta.